# Lebesby kommun
Lebesby kommun (norska: Lebesby kommune, nordsamiska: Davvesiidda gielda, kvänska: Lebespyyn komuuni) är en kommun i Finnmark fylke i norra Norge. Tätorten Kjøllefjord utgör kommunens centralort.
Själva orten Lebesby, som ligger omkring 80 kilometer från Kjøllefjord, har cirka 100 invånare och var på 1800-talet huvudort på Nordkinnhalvøya. Kyrkan blev klar 1962, med 150 sittplatser - alltså nästan dubbelt så många som antalet invånare på orten. Den är byggd på samma plats som den tidigare kyrkan från 1879, vilken brändes ned under tyskarnas reträtt 1944.

## Administrativ historik
Lebesby kommun bildades på 1830-talet, samtidigt med flertalet andra norska kommuner.
1864 delades kommunen och Tana kommun bildades.

## Tätorter
I Lebesby kommun finns en tätort:
- Kjøllefjord (centralort)

## Socknar
Inom Norska kyrkan motsvaras Lebesby kommun av Lebesby socken i Hammerfests prosteri i Nord-Hålogalands stift.